# Kato Simi
Kato Simi (en griego, Κάτω Σύμη) es un pueblo y una comunidad local de Grecia ubicado en la isla de Creta. Pertenece a la unidad periférica de Heraclión y al municipio de Viannos. En el año 2011 contaba con una población de 107 habitantes.

## Arqueología
En este pueblo se halla un yacimiento arqueológico, ubicado en la parte meridional del monte Dicte, a unos 1200 m de altitud, donde se han encontrado restos de un santuario minoico de montaña —sin embargo, el santuario no se sitúa en la cima, como otros santuarios minoicos, sino en una ladera— que estuvo en uso desde el periodo minoico medio II. Se ha sugerido que aquí se llevaban a cabo ritos de iniciación de jóvenes. Su importancia creció en el minoico reciente y, posteriormente, siguió usándose hasta la época romana. En el periodo helenístico era un lugar de culto de Hermes y Afrodita.  
Los hallazgos incluyen inscripciones en lineal A, huesos de animales, cerámica, mesas de libación, figurillas masculinas y zoomorfas, espadas, escudos de bronce, terracota y plata. Además se ha sugerido que se celebraban procesiones en un camino pavimentado que se dirigía a la entrada del santuario. Hay que destacar que hubo un edificio con unas once habitaciones en el minoico medio III-minoico reciente I con un patio pavimentado pequeño pero posteriormente este santuario estaba al aire libre y carecía de estructuras arquitectónicas asociadas.
Las excavaciones fueron llevadas a cabo por el servicio arqueológico de Grecia, bajo la dirección de Angeliki Lebessi en 1972.

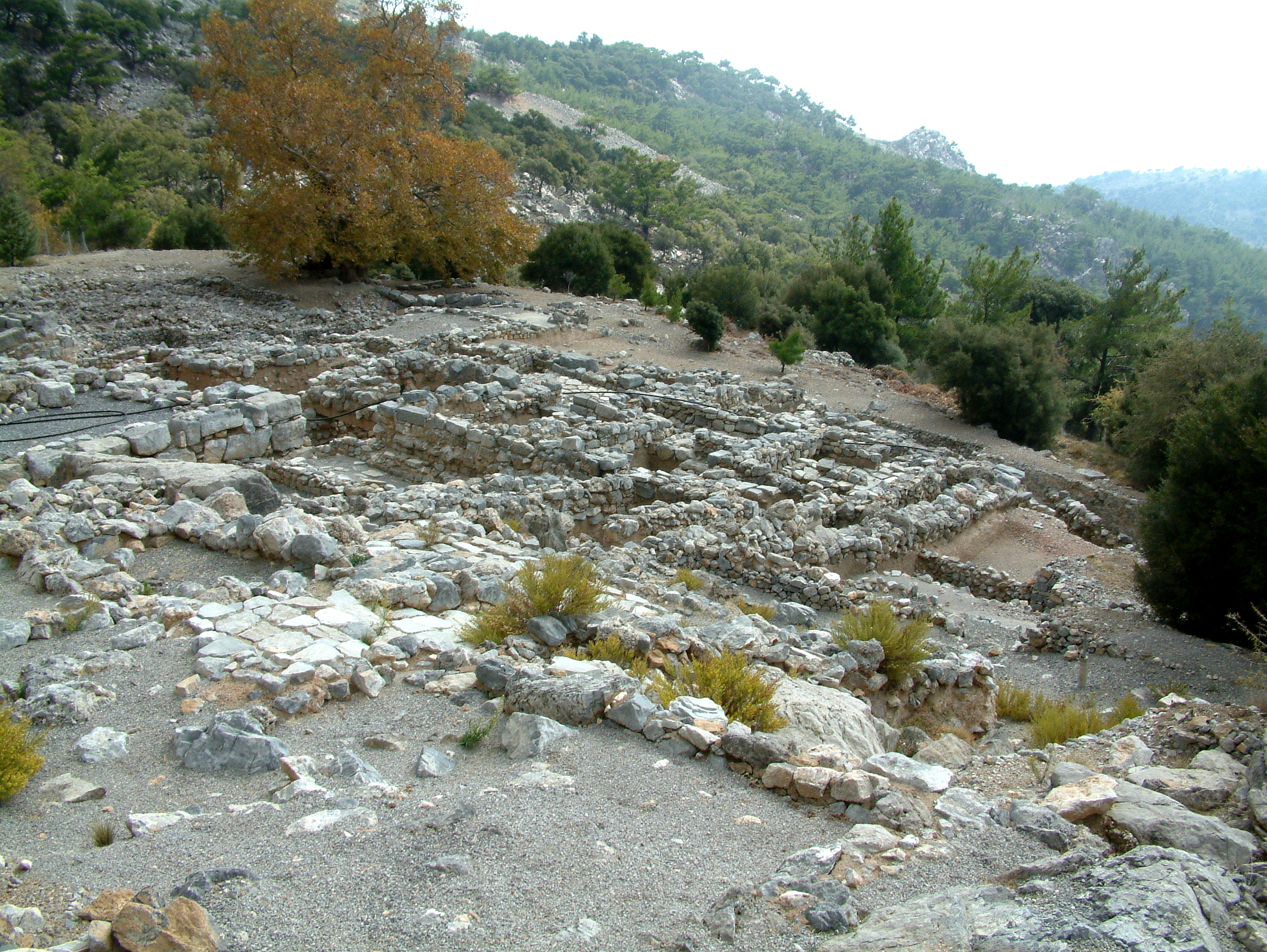
Restos del santuario de Kato Simi.